# Mangascià Giovanni
Il ras Mangascià Giovanni (1868 – 1907) è stato un militare etiope.

## Biografia
Il ras Mangascià del Tigrai era il figlio illegittimo del negus Giovanni IV d'Etiopia. Alla morte del padre, nel marzo del 1889, tentò di succedergli (come peraltro previsto dalle ultime volontà del padre che lo nominavano erede), ma dovette soccombere all'altro pretendente, Menelik II, che godeva dell'appoggio del governo italiano.
L'aiuto italiano a Menelik II non era disinteressato ed ebbe come contropartita il noto Trattato di Uccialli (2 maggio 1889), un accordo di alleanza e collaborazione in politica estera che nelle intenzioni italiane doveva favorire la penetrazione nel Tigrai.
Menelik II si fece incoronare imperatore sul Monte Entoto il 3 novembre dello stesso anno, dopodiché marciò con un esercito di 130.000 uomini verso il Tigrai per sottomettere Mangascià. L'offensiva si rivelò più difficile del previsto e Menelik II si vide obbligato a cercare uno sbocco diplomatico. L'accordo con Mangascià venne siglato e quest'ultimo, sottomettendosi, ricevette il Tigrai meridionale mentre Menelik II tornò nello Scioa.
I rapporti italiani con Menelik II non si mantennero idilliaci a lungo e la nuova situazione spinse il governo italiano a rivedere il suo appoggio al nuovo negus e a cercare contatti ed alleanze con ras Mangascià. Frutto di tale nuova politica fu il convegno di Marèb, del 6 dicembre 1891, in cui vennero fissati accordi con il ras Mangascià. La nuova configurazione politica finì per rendere ancor più critiche le relazioni con il negus Menelik II, ma l'esiguo numero di uomini e mezzi, unitamente alla crisi economica che colpì l'Italia negli anni 1892-93, costrinse le autorità italiane ad un nuovo cambio di politica. Il lavoro diplomatico funzionò, ma il voltafaccia spiazzò le aspirazioni di ras Mangascià il quale, sentendosi tradito dall'Italia, cominciò a fomentare la rivolta contro gli Italiani, istigando alla ribellione i ras eritrei che si erano sottomessi all'Italia.

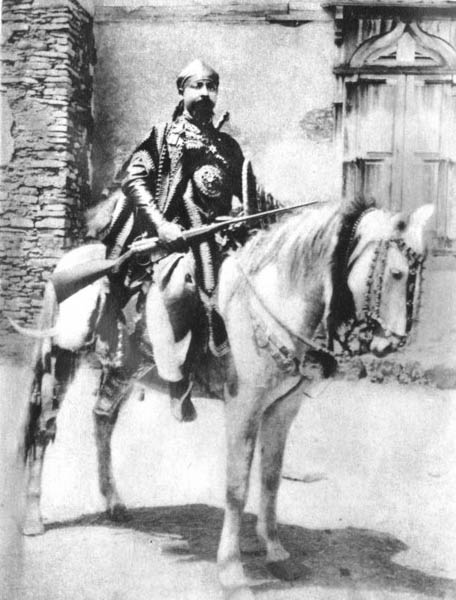
Ras Mangascià.

All'appello di ras Mangascià rispose Bahtà Agos, governatore della provincia dell'Acchelè Guzài in nome dell'Italia, che dichiarò il territorio controllato indipendente. La rivolta fu immediatamente soffocata dal maggiore Pietro Toselli, inviato prontamente dal generale Oreste Baratieri. Ras Mangascià tentò di nascondere il proprio coinvolgimento in tale rivolta, ma intimato dagli italiani a consegnare i ribelli di Hàlai che si erano rifugiati presso di lui e di muovere, secondo gli accordi a suo tempo presi, contro i Dervisci, fece scadere l'ultimatum senza adempiere ai propri impegni.
La risposta di Baratieri fu immediata e le truppe italiane mossero contro ras Mangascià mettendolo il fuga durante la battaglia di Coatit del 1895, di cui è noto l'episodio del colpo di cannone esploso dal capitano Ciccodicola che trapassò la lussuosa tenda del Ras.
La vittoriosa campagna suscitò pericolose illusioni in Italia, dove ormai si sperava che la via del Tigrai fosse aperta. Ma ras Mangascià non si era dato per vinto e, sfruttando una nuova alleanza con Menelik II, indispettito da divergenze interpretative sul Trattato di Uccialli, si lanciò contro gli italiani nella battaglia di Adua, in cui le truppe tigrine agli ordini suoi e di ras Alula decimarono gli italiani, costringendoli alla ritirata con moltissime perdite.
La vendetta di ras Mangascià fu durissima. Egli infatti pretese ed ottenne, con riguardo ai prigionieri àscari, e nonostante la contrarietà di Menelik II, l'applicazione della "legge" che prevedeva per i traditori il taglio della mano destra e della gamba sinistra. Ras Mangascià volle anche che i nomi dei traditori venissero incisi sulle mura della chiesa copta di Axum.
Nonostante il trionfo contro i nemici italiani, ras Mangascià si impegnò nuovamente in aspre lotte interne, dapprima contro ras Maconnen e successivamente di nuovo contro Menelik II, il quale nel 1899 lo sottomise definitivamente imprigionandolo fino alla sua morte, che giunse probabilmente nell'anno 1907.